# Saint-Broladre
Saint-Broladre (en bretó Sant-Brewalaer) és un municipi francès, situat a la regió de Bretanya, al departament d'Ille i Vilaine. L'any 2006 tenia 1.016 habitants. Limita amb els municipis de Roz-sur-Couesnon, Saint-Marcan, Sains, La Boussac, Baguer-Pican i Cherrueix.

## Demografia
| 1962                                       | 1968 | 1975 | 1982 | 1990 | 1999  |
| ------------------------------------------ | ---- | ---- | ---- | ---- | ----- |
| 884                                        | 946  | 881  | 865  | 992  | 1.014 |
| Des de 1962: població sense dobles comptes |      |      |      |      |       |

## Administració
| Període | Identitat      | Partit |
| ------- | -------------- | ------ |
| -2001   | Maurice Fantou | UMP    |
| 2008-   | Guy Videloup   |        |